# Weissella koreensis
Weissella koreensis (abreujat W. koreensis) és un bacteri grampositiu no mòbil ni formador d'espores, que presenta una morfologia irregular, podent ésser bacil·lar o coccoide. De la mateixa manera que en el cas de W. ceti, pot créixer a 37 °C, però no a 45 °C. Produeix àcid a partir de polisacàrids com ara l'arabinosa o la xilosa. El seu contingut en G+C és del 37%.
Alguns estudis demostren la presència de gens que codifiquen resistència a diversos antibiòtics. Fou aïllat i descrit el 2002 per primera vegada a Corea, d'on se'n deriva etimològicament l'epítet específic, en un aliment fermentat típic del país, el kimchi, per Lee, J.S. et al.
La seva soca tipus és KCTC 3621T.